# 할렘 르네상스

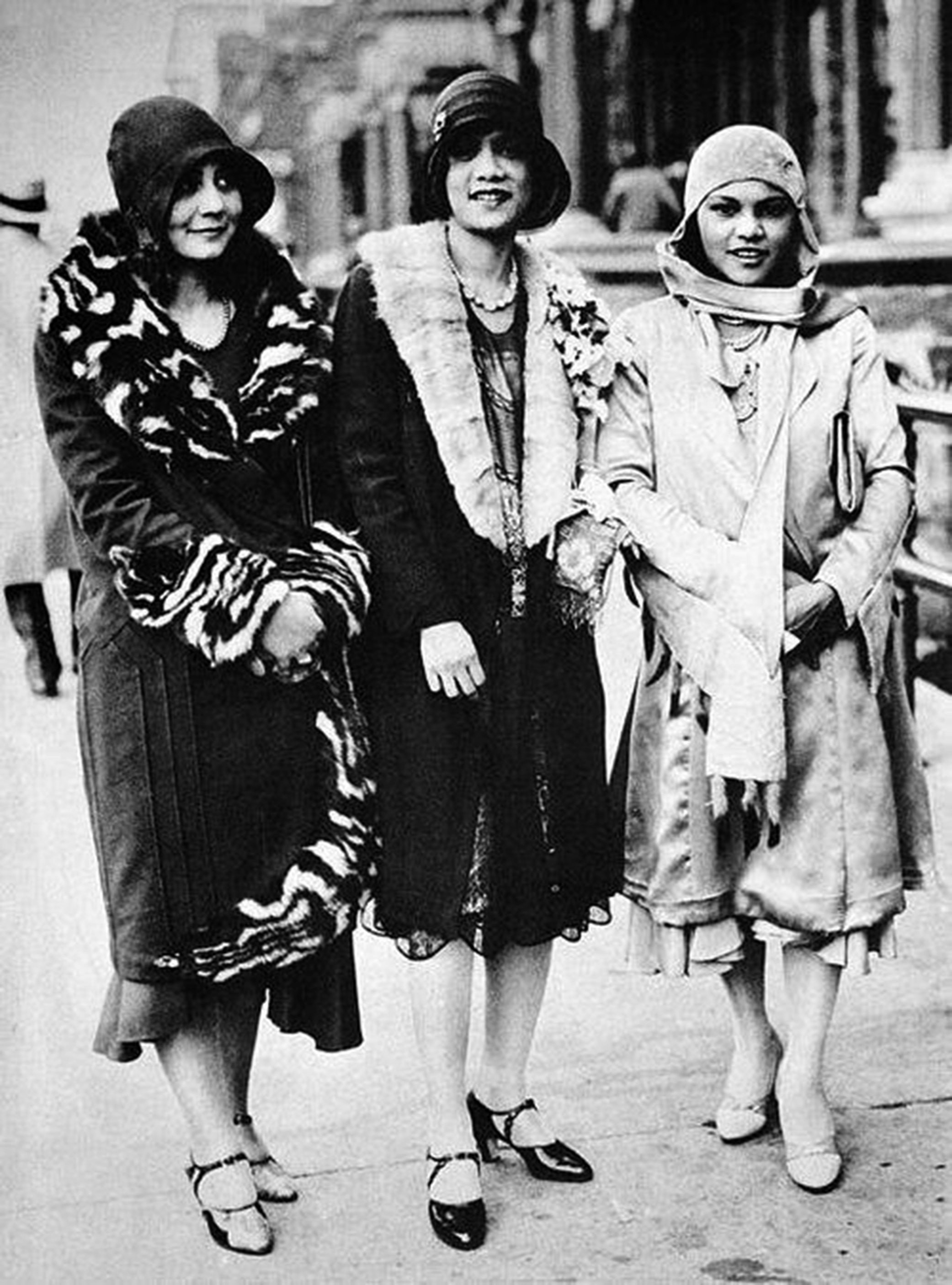
1925년 할렘 르네상스 시기, 3명의 아프리카계 미국인 여성

할렘 르네상스(Harlem Renaissance)는 1918년부터 1930년대 중반까지 미국 뉴욕의 흑인지구 할렘을 중심으로 퍼진 아프리카계 미국인의 민족적 각성과 음악, 무용, 예술, 패션, 문학, 연극, 정치 및 학문 등 흑인예술문화의 부흥을 의미한다. 당시엔 "New Negro Movement"로 불렸으며 이는 흑인의 목소리가 집단적으로 표출되고 백인에게 받아들여지기 시작하는 계기가 되었다.

## 할렘 르네상스의 시대적 배경

### 흑인 인구의 대이동
1920년대부터 시작된 흑인 인구의 '대이동'(Great Migration)은 할렘 르네상스의 중요한 배경을 이루고 있다. 당시 미국 흑인의 총 인구 천여 만 명 중에서
20%에 달하는 200만 명이 남부에서 북부 또는 중서부로 그리고 농촌에서 도시로 이동했다. 이는 북부 도시로의 흑인 인구의 이동이 이민규제의 강화와 함께(1924년에는 강력한 이민법이 제정됨) 노동력이 감소하고, 제1차 세계대전 후 미국의 산업팽창으로 노동시장이 확대됨으로써 싼 노동력의 수요가 급증함에 따른 필연적 결과였다. 이러한 배경은 농촌의 단순하고 동질적인 삶에서 도시의 복합적이고 다원적인 삶로의 변화를 가져왔다.

### 게토(ghetto)의 공동체 생활
흑인 인구의 대이동과 관련하여 할렘같은 대도시에서 이루어진 게토의 공동체 생활은 할렘 르네상스를 가속시킨 하나의 원인이 될 수 있다. 과거의 남부 농촌생활에서는 흑인들 간의 유대의식이 같은 조건 밑에서 같은 문제로 고통 받고 있다는 비교적 단순하고 추상적 차원의 것이었던 반면, 도시 게토의 공동생활에서의 유대의식은 현실적이고 복합적이었다.

## 전개 및 역사
1920년대의 흑인 작가들은 전보다 더 낙관적으로 흑인들이 아메리칸 드림(American dream)을 추구할 수 있는 환경이 곧 조성될 것으로 믿었다. 이와 같은 낙관적인 분위기가 형성된 것은 카터 G. 우드슨(Carter G. Woodson), 알레인 로크(Alain Locke) 등과 같은 흑인 지식인들의 노력과 더불어, 백인들이 갖기 시작한 흑인 문화에의 관심 때문이었다. 로크는 젊은 흑인 작가들에게 예술적 소재 및 형태를 흑인의 역사, 문화, 경험에서 찾으라고 강력히 권고하였다. 반면, 제1차 세계대전을 성공적으로 끝낸 결과로 생긴 인도주의적인 관심, 혹은 자유분방한 이국적 원시인의 살아 있는 본보기를 흑인이라고 생각한 백인들은 흑인 문화, 특히 흑인 음악과 뮤지컬을 찾아 즐겼다. 이러한 흑인의 노력과 백인의 관심에 고무되어 많은 젊은 흑인 작가들이 전례 없이 활발한 작품 활동을 펼치게 되었다. 이들의 활동이 주로 뉴욕의 할렘을 중심으로 이루어지면서 자연스럽게 할렘이 흑인 예술 활동의 중심지로 자리 잡게 되었고, 이 때문에 1920년대를 할렘 르네상스(Harlem Renaissance)로 부르기도 한다.
할렘 르네상스 시기의 흑인 작가 및 지성인들 모두가 낙관적이었던 것은 아니었다. 흑인들에게 있어서 1920년대는 사회적, 정치적 암흑기였다. 이런 상황을 배경으로 마커스 가비(Marcus Garvey)는 미국에서는 아무런 꿈도 실현할 수 없으니 아프리카로 돌아가야 한다고 주장하여 빈민층 흑인들에게 막대한 영향력을 행사하였다. 반면에 진 투머(Jean Toomer)는 그가 남긴 유일한 작품이면서 할렘 르네상스 시대 최고의 작품으로 일컬어지는 『사탕수수』(Cane, 1923)에서 소멸되어 가는 남부 흑인의 삶에 어린 고통을 시적인 언어로 그려내는데 정성을 쏟았고, 제시 포셋(Jessie Fauset)은 『혼란』(There Is Confusion, 1924)이나 『건포도 빵』(Plum Bun, 1929) 같은 소설에서 환상과 자기기만에 희생되는 흑인들의 모습을 사실적으로 묘사하였다.
그러나 많은 미국 역사가들이 1920년대를 어니스트 헤밍웨이나 T. S. 엘리어트 또는 싱클레어 루이스가 그려낸 혼돈과 무력으로 얼룩진 ‘잃어버린 세대(Lost generation)’의 시대로 보다는 F. 스코트 피츠제럴드가 그려낸 흥분과 환락이 뒤엉킨 ‘재즈의 시대’로 기억하길 좋아하듯이, 이 시기의 흑인 작가들은 랭스턴 휴즈(Langston Hughes)의 주장에 따라 흑인이 본연의 모습만 잃지 않고 있으면 백인들에 의해 진정한 가치를 인정받게 될 것이라는 믿음을 가지고 작품을 썼다. 휴즈는 그의 첫 시집인 『피곤의 블루스』(The Weary Blues, 1926)에서 현재의 편견과 차별을 의연하게 참고 견디면 언젠가는 자신의 꿈을 이룰 수 있는 날이 올 것으로 확신하고 있는 흑인을 그려내었다.
한편, 1930년 대 할렘 르네상스의 낙관적인 분위기는 경제 대공황의 첫 희생물이 되었다. 경제적 고통으로 얼룩진 1930년대에는 미국 작가들 대부분이 아메리칸 드림의 허구성에 대해 환멸을 느꼈다. 백인 작가 클리포드 오뎃과 존 스타인벡은 각각 『좌익을 기다리며』와 『분노의 포도』(The Grapes of Wrath, 1939)같은 작품에서 서민의 희생을 토대로 하고 있는 미국 경제 체제에 신랄한 비판을 가하였다. 1930년대와 1940년대의 대표적 흑인 작가들도 아메리칸 드림의 기본 전제들에 대한 강한 회의를 제기하기 시작하였다.
리처드 라이트(Richard Wright)가 쓴 소설 『동향인』(Native Son, 1940)의 주인공인 비거 토마스에게 있어서 아메리칸 드림이란 백인에게나 가능한 이야기일 뿐이다. 미국 사회에서 철저하게 소외되고 차별 대우를 받고 있는 것을 잘 알고 있는 비거와 그의 친구들이 아메리칸 드림에 가장 가까이 접근할 수 있는 유일한 기회는 부유한 백인들의 생활을 담은 영화를 볼 때뿐이다. 가난과 술과 범죄로 뒤범벅된 자신의 미래를 직감하고 있는 비거는 절망과 분노에 찬 목소리로 “우린 흑인이고 저들은 백인이야. 저들은 우리가 가질 수 없는 것을 가질 수 있지. 저들은 우리가 할 수 없는 일을 할 수 있지. 마치 지옥에 살고 있는 느낌이야”라고 울부 짖는다. 흑인에게만 아메리칸 드림을 거부하는 미국 사회가 끔찍한 살인을 저지르는 비거와 같은 괴물의 탄생에 전적으로 책임이 있다는 것이 라이트의 주장이었던 것이다.
이와 비슷하게 앤 페트리(Ann Petry)의 첫 소설 『거리』(The Street, 1946)도 자신이 하녀로 일하는 부유한 백인 부부의 삶이 아메리칸 드림을 상징하고 있다고 믿고 있는 흑인 여성 루티 존슨을 통해 아메리칸 드림의 허구성을 적나라하게 드러내 보였다. 루티는 백인 부부가 이룩한 물질적 성공을 추구하는 과정에서 다른 여자에게 남편을 빼앗기고, 아들은 범죄 세계에 잃게 되며, 결국 그녀 자신마저 살인자가 되고 만다. 아이러니컬하게도 루티는 비거를 파멸시킨 도시인 시카고로 도망간다. 이 작품에서뿐만 아니라 『시골』(Country Place, 1947)이나 『내로우스 해협』(The Narrows, 1949)과 같은 작품에서도 페트리는 아메리칸 드림이 파괴적인 환상에 지나지 않는다는 점을 부각시켰다.
어느 흑인 작가보다도 많은 작품을 쓴 프랭크 여비(Frank Yerby)도 그의 첫 소설 『해로우의 여우들』(The Foxes of Harrow, 1946)에서부터 거듭하여 무자비하고 교활하기 때문에 성공하는 백인 주인공들을 제시함으로써 냉소적으로 선량함과 덕성은 성공에 장애물이 될 뿐이라고 주장하였다. 그는 이와 같이 덕과 선의 희생을 요구하는 아메리칸 드림을 과연 추구할 가치가 있는가라는 의문을 제기하면서 동시에 미국 사회가 흑인을 인간으로 취급하지 않기 때문에 흑인에게는 그러한 아메리칸 드림마저도 추구할 기회가 주어지지 않는다는 점을 암시적으로 비난하였다.

## 할렘 르네상스를 이해하는 두 가지 관점
먼저 백인의 관점은, 1920년대 미국은 전후 경제적 풍요와 더불어 물질 및 소비주의 사회로 변화하자 그 시기 개인적 소외감, 물질주의, 청교도주의에 대한 환멸을 느낀 지식인 계층 즉, '상실세대'(Lost generation)가 새로운 대안으로서 흑인의 원초적 아름다움에 관심을 가지고 할렘 르네상스를 탄생시켰다고 한다.
그러나 흑인들의 관점은 이와 달랐다. 그들은 자신들이 백인과의 결합, 경제적 안정과 이를 통한 흑인 인텔리 계급의 형성과 흑인사회 내부의 자의식 성숙으로, New negro로 대변되는 흑인 지식인 공동체의 출현이 할렘 르네상스로 이어졌다고 본다.

## 참고 문헌 및 참고 사이트
1. 강원뉴스, 언중언 '할렘 르네상스'
2. 『할렘르네상스 개인과 집단』마크헴블링 지음 이경식 옮김 .주한미국대사관 공보과, 2007
3. 『미국학의 이론과 실제』루시 매덕스 편 김성곤 외 5인 옮김. 서울대학교출판부, 2006
4. 『미국흑인문학과 그 전통』 천승걸 지음. 서울대학교출판부, 2006

## 같이 보기
- 광란의 20년대